# 碑銘羽花介
碑銘羽花介（学名：Cytheropteron peiminga）为尾花介科羽花介屬下的一个种。